# カタールのイスラム教
本項目ではカタールのイスラム教について記述する。

## 概要
カタール人は総人口の4分の1程度しかいないものの、イスラム教を国教としており、ムスリム（スンナ派）が多数派を占めている。また、アラビア半島ではサウジアラビアと共に、サラフィー主義を採る国家として名高い。
外国人労働者が存在するにもかかわらず、国内に住む者は皆ムスリムである。ただし、ザ・ワールド・ファクトブックによると総人口の77.5%がムスリムで、以下クリスチャンが8.5%、その他がごくわずかいるという。外国人労働者に関しては南アジアやアメリカ合衆国出身者が多い。日本の外務省では、在留外国人の中にはイスラム教徒はもとより、ヒンドゥー教徒やクリスチャンなどもいるとしている。
法律もシャリーアと一般法を併用。このため豚肉や酒類、ポルノグラフィを国内に持ち込むのは禁止されている。また、金曜日はイスラム教の休日に当たるため、政府機関や店などは開いていない（店は夕方から開く）。ラマダーン月には約1か月間断食が行われる関係上、政府関係施設やショッピングモールなどの時間が変更される場合がある。

## 歴史
イスラム教は7世紀、現地の多神教者に対するイスラム化を巡り大規模な抗争に発展しつつも、アラブ地域全土に広まってゆく。国内のイスラム教の伝播については、預言者ムハンマドが、バーレーンの支配者であったアル＝ムンジル・イブン・サーワーに、アル＝アラー・アル＝ハドラミーという軍事使節を初めて派遣。
当時バーレーンは、クウェート沿岸部からカタール南部にかけて領土を広げており、628年にはビザンチウムやペルシャといった王国や帝国と同様、ムハンマドを招聘し、イスラム教を受け入れることとなる。ムンディールはムハンマドの呼び掛けに対しイスラム教の受容を表明。かくしてカタールの全住民はムスリムとなり、同国においてイスラム教時代が幕を開ける。
18世紀から19世紀にかけては、ペルシャ湾岸のズバーラが真珠貿易で栄えた。20世紀初頭にゴーストタウンとなったが、砂漠の中に忽然と姿を現す、城塞跡やモスク、通りなどの遺構が今なお残されており、ここから現在の湾岸諸国が生み出されてゆく。2013年アル=ズバラ考古遺跡としてカタール初の世界文化遺産に登録。